# Hospital Hijas de Galicia
El Hospital Hijas de Galicia, también conocido después como Hospital Materno Infantil Diez de Octubre y Hospital Universitario Ginecobstétrico Diez de Octubre, es un hospital de La Habana fundado en 1924 por la Asociación Hijas de Galicia (Hijas de Galicia, Sociedad Sanitaria y de Auxilio Mutuo), para dar cobertura sanitaria a las mujeres gallegas emigradas a Cuba en situación de precariedad. 
En 1959 el sanatorio fue confiscado por el castrismo y continuó prestando sus servicios. Localizado en el barrio de Luyanó, ofrece atención ginecológica, obstétrica y pediátrica a los municipios Diez de Octubre y San Miguel del Padrón y docencia de pre y  posgrado, siendo centro de referencia nacional en cáncer cérvico  uterino.

## Historia

### Antecedentes
La historia de este hospital esta ligada a las consecuencias de la emigración gallega de finales del siglo XIX y principios del XX. En la década de los 90, el historiador Julio Cesar González Pagés encontró documentación relacionada con las Hijas de Galicia y su investigación y posterior publicación fueron claves para conocer la verdadera historia de esta institución.
Entre 1880 y 1930, se fueron a América medio millón de gallegos. Las mujeres suponían apenas un 20% del total pues los países de acogida buscaban, principalmente mano de obra barata masculina. A partir de la crisis mundial del año 1929, el porcentaje de mujeres emigrantes subió hasta el 40 o 45%.
Más de 60.000 mujeres sin recursos de Galicia se embarcaron a la aventura de un futuro próspero, a menudo con el apoyo de sus familias para contribuir en una posible mejora de la economía familiar. Eran mujeres que viajaban solas o con niños pequeños, de escasa o nula formación con el paradigma común de la pobreza. A menudo precedían a novios y familiares que ya se habían embarcado con anterioridad hacia Cuba. Algunas ya en el propio barco, otras al llegar a puerto, eran captadas por familiares o novios "protectores" que generalmente las seducía para abandonarla luego. Otras trabajaban de criadas siendo vilmente explotadas hasta caer en desgracia. Así solía ser el método para caer como prostitutas en redes organizadas de trata de blancas. Cuando enfermaban no tenían acceso a los centros de salud y muchas de ellas morían de sífilis.
Una iniciativa promovida por un grupo de activistas feministas constituyó el 12 de junio de 1912 la sociedad Solidaridad Pontevedresa para intentar paliar la situación de sus compatriotas menos favorecidas, como contrapartida al entonces poderoso Centro Gallego de La Habana que solo prestaba asistencia sanitaria a los hombres. El 18 de enero de 1917 Solidaridad Pontevedresa se transformó en Hijas de Galicia, Sociedad Sanitaria y de Auxilio Mutuo.
  

El 15 de mayo de 1927 fueron aprobados nuevos estatutos de esta sociedad, que mantenía el espíritu fundacional en el artículo segundo: "Proporcionar asistencia sanitaria, auxilio y amparo a la mujer, especialmente de la Región Gallega. Concederá los mismos beneficios a las de otras regiones españolas y aún de diferentes nacionalidad". La cantidad de asociadas y asociados a Hijas de Galicia no tenía límite, fueran varones, familiares o no de los ya asociados pudiendo ejercer derechos sociales, como la gestión de documentación para los repatriados, el enterramiento de seres queridos o sanitarios. Entre los servicios sanitarios se encontraban clínicas, balnearios o la asistencia a domicilio o despacho gratis de recetas en las farmacias, siempre que fueran extendidas por médicos de esta Sociedad. Se calcula que hasta 1956 fueron 36.000 pacientes asistidos. El Centro Gallego intentó sofocarlas, por ser estas mujeres insumisas en su asociacionismo la oveja negra de la emigración gallega y por otra parte sacar a la luz un problema social del que se avergonzaban. En el año 1919 cesó el boicot generado desde el Centro Gallego contra Hijas de Galicia, que sólo acogía a mujeres y a niños de ambos sexos en su parte hospitalaria. Con todo, esta sociedad femenina fue dirigida por sus socios protectores, directivos y "caciques" del Centro Gallego, quienes consiguieron, con la excusa de guardar el orden, excluir de asistencia sanitaria a mujeres con enfermedades síquicas y venéreas en el artículo 11 de sus estatutos.

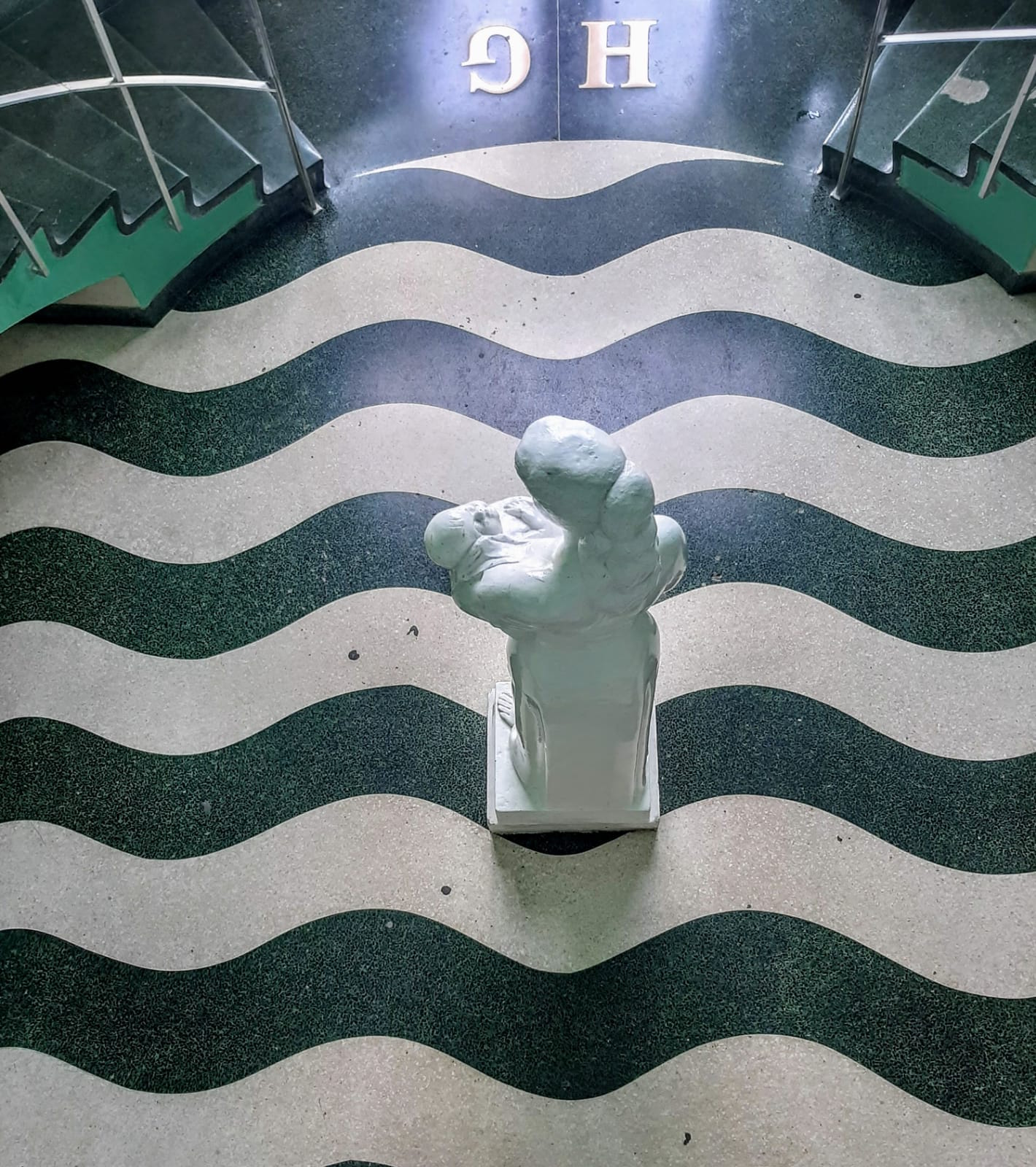
Entrada al Hospital con escultura e iniciales de Hijas de Galicia (HG), 2019

### Sanatorio Concepción Arenal
Durante 12 años la Asociación Hijas de Galicia ganó integrantes y dinero, lo que le permitió que en 1924  pudieran comprar un terreno y llevar a cabo un proyecto de adquisición de una clínica, situada en las alturas de Luyanó, en la cual pudieran ser asistidas las Hijas de Galicia. A propuesta de Andrea López Chao, el Sanatorio llevó el nombre Concepción Arenal.
Desde su inauguración contó con el personal médico para atender a la mujer, a la madre, al niño y al recién nacido. Se crearon una serie de estrategias y dos años después determinaron que era necesario construir dos pabellones más. En septiembre de 1927 se aprobó la construcción de otros dos pabellones y la cerca de la parcela que ocupaba el sanatorio.
El Hospital tenía 6 pabellones de dos plantas, 10 salas de especialidades y una  flotilla de 6 coches para traslados. Hacía consultas a domicilio y trabajaban en él 19 médicos, 9 enfermeras, 26 ayudantes y administrativos. Atendía a 206 asociadas y menores al día y entregaba medicamentos gratis. Debido al alta demanda decidieron ampliar con nuevas edificaciones y el proyecto culminó en 1957, cuando quedó constituida su última estructura. En 1958 se inauguró el pabellón de ocho plantas que albergó la Maternidad y el Hogar-Albergue.
Su localización en el barrio habanero de Luyanó convirtió la zona en la Nueva Galicia, ya que de un lado se encontraba el Hospital La Benéfica para hombres, perteneciente al Centro Gallego, y del otro lado el Hijos de Galicia para mujeres.

### Cambio de titularidad y evolución
En 1959 fue confiscado por el castrismo y, a pesar de que Asociación desapareció, el hospital continuó. Aunque atiende una comunidad más heterogénea, que incluye a los de  nacionaldade cubana, parte de la población que se consulta o trabaja en él, si no es gallega de primera generación, sí lo es por descendencia. A pesar de que su denominación cambió varias veces (Hospital Materno Infantil  Diez de  Octubre, Hospital Universitario Ginecobstétrico Diez de Octubre) sigue siendo conocido popularmente como Hijas de Galicia. En su última remodelación mantuvo las iniciales HG (Hijas de Galicia) como logotipo.

## Actividad

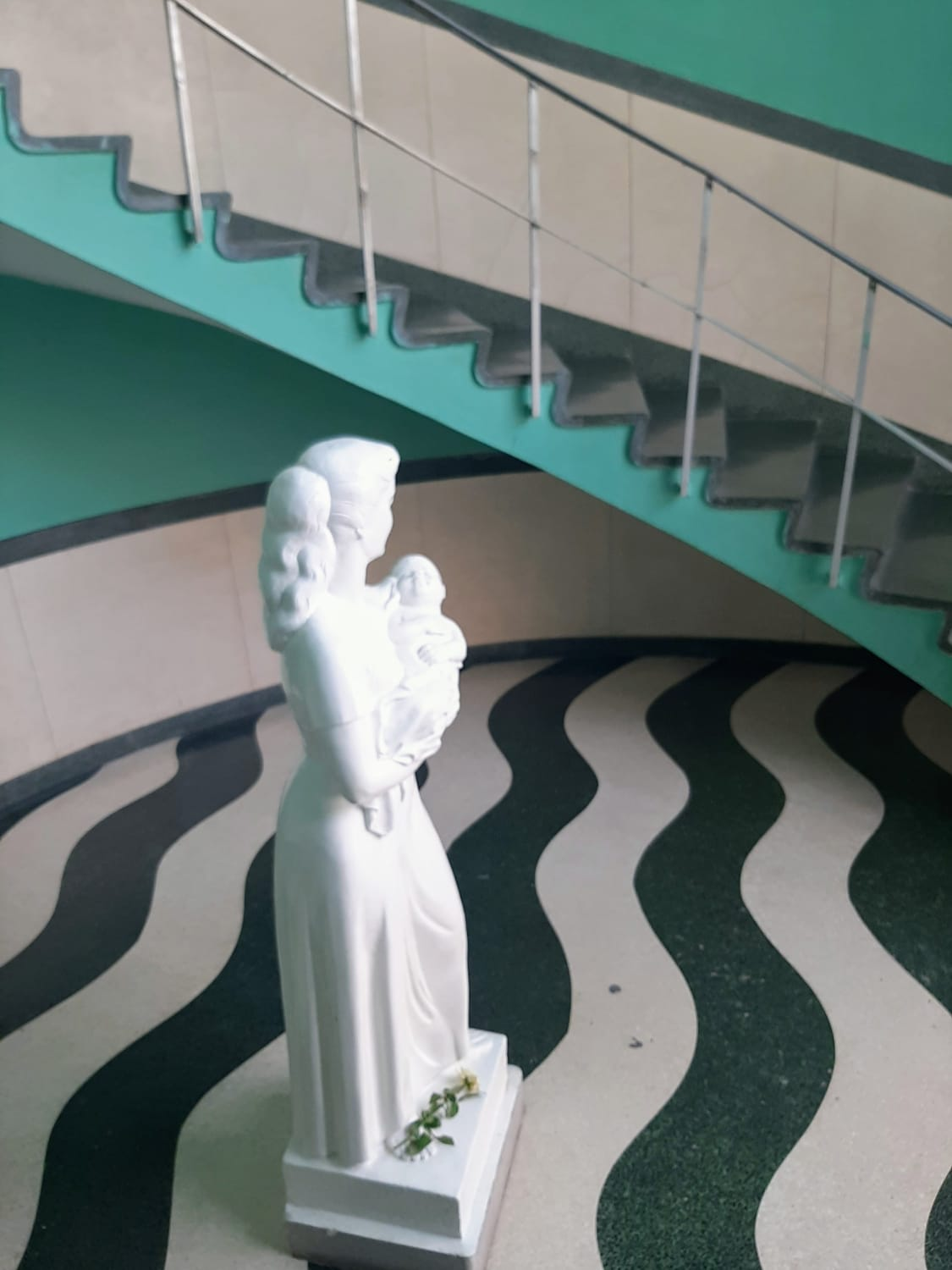
Vista lateral de escultura, entrada y escaleras del Hospital, 2019

Después de 1959 pasó a ser Hospital materno-infantil. Contaba con 324 camas y llegó a ser la segunda maternidad del país, uno de los de mayor número de nacimientos a nivel nacional y el de mayor cantidad de nacimientos de la capital. Se convirtió en un centro docente, donde se impartió docencia de pre y posgrado y donde se graduaron médicos cubanos y de otros países de América Latina, también especialistas de Ginecobstetricia, Pediatría y Neonatología.
En 2012 el hospital dejó de ser materno-infantil y pasó a ser ginecobstétrico. A partir de ese momento mantiene esta serie de condiciones, con más de 30 investigaciones y ensayos clínicos convenidos con centros del polo científico. Además, fue sede de Maestrías en atención integral a la mujer y atención integral al niño.
El 12 de octubre de 2019, el Hospital celebró los 95 años de historia. Como parte de las actividades por la fecha, se desarrolló la  XXVII Jornada Científica Materna Diez de Octubre 2019. El encuentro incluyó un amplio programa con conferencias magistrales, de temas libres y mesas redondas sobre la situación actual de las Arbovirosis; la repercusión del Dengue en la salud materno prenatal; la labor del personal sanitario para mejorar la salud de las embarazadas, en especial de las causas más importantes de agravamiento y la mortalidad, aportación de las ciencias técnicas y los medios diagnósticos.
En enero de 2019 fue muy perjudicado con el paso de un tornado que azotó La Habana, sufriendo daños en su estructura, rotura y pérdida de la  marquetería de aluminio, pérdida del 90% de los ventanales, de la cristalería; se afectaron las cubiertas, se perdió la red  hidrosanitaria e hidráulica; de una dotación de 74 tanques, se afectó más del 80% y también las tuberías. Recibió medios y material ginecobstétrico del Fondo de Población de las Naciones Unidas y posteriormente obtuvo la condición de Proeza Laboral por las labores de recuperación después del paso del tornado.

## Premios y reconocimientos
En el orden científico es un Centro de Referencia en La Habana para el menor de 1500 gramos; Centro de Referencia Nacional en la Capacitación en Lactancia Materna, Nutrición en la mujer y Patología cérvico uterino. ES el primer hospital del país en poner en funcionamiento un Banco de leche humana, y el único de la capital, siendo Centro de Referencia Internacional en este tema. También recibió el Premio Anual de Salud, Premios Nacionales al Innovador, numerosos reconocimientos en Foro de Ciencia y técnica a nivel nacional.
Tiene premios vinculados al desarrollo de las investigaciones a nivel del Instituto Superior de Ciencias Médicas de La Habana; en la  ANIR, desde el año 1993, destacado a nivel provincial y nacional; tiene ratificada la condición 8 de Octubre, máximo reconocimiento otorgado por esta asociación. El centro fue seleccionado para participar en la Primera Conferencia del Sindicato de la Salud y la Primera y Segunda de la  ANIR.